# Duběnkový inkoust

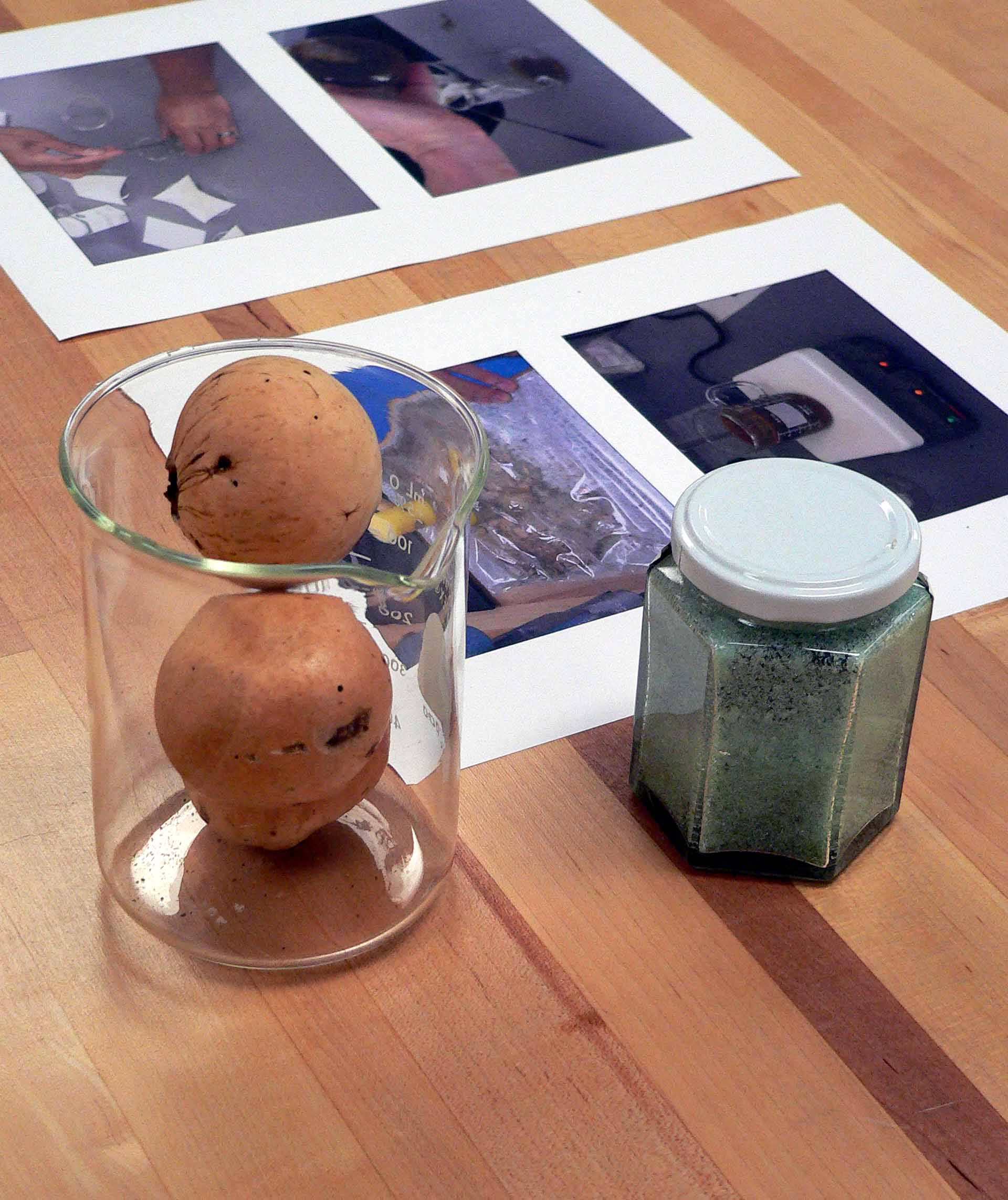
Duběnky a síran železnatý, suroviny pro výrobu duběnkového inkoustu

Duběnkový inkoust (také železoduběnkový, železogalový inkoust) je inkoust fialovo-černé barvy, vyráběný ze solí železa a taninů z rostlinných zdrojů, zejména duběnek. Jde o organokovovou sloučeninu rozptýlenou ve vodě, ve které je stabilizována pojivem, které zajišťuje rozptýlení pigmentu v roztoku. V Evropě byl běžně používán od 12. do 19. století.

## Historie
Reakce zajišťující vznik tohoto inkoustu je doložená od dob Plinia (23–79), který používal skalici zelenou jako léčivo a dokazoval ji pomocí tříslovin.
I když byl duběnkový inkoust pravděpodobně znám velice dlouho, není jisté, od kdy se používá masivně. První zmínky jsou v knize Encyklopedie sedmi svobodných umění od Martiana Capelly[zdroj?] z pátého století. Není jisté, kdy došlo k přechodu z inkoustu vytvářeného ze sazí na duběnkový inkoust, ale ve vrcholném středověku byl hlavním inkoustem inkoust duběnkový. Hlavním důvodem přechodu byla pravděpodobně jednoduchá příprava duběnkového inkoustu.
Rozlišit starý duběnkový inkoust není jednoduché a jistě jde určit jedině chemickou analýzou (například detekcí železa), protože duběnkový inkoust časem bledne a může připomínat inkoust vytvořený ze sazí s příměsí nebo inkoust sépie.
Od 18. století se objevovala snaha vyrábět duběnkový inkoust tovární výrobou, zároveň s tím se objevovala snaha nahrazovat původní barvivo (železogalové soli) levnějším substituty, nejčastěji indigem, ovšem takovéto inkousty nedosahovaly kvalit starších ručních inkoustů a rychle bledly. Větší změna přišla v roce 1856, kdy si August Leonhardi (drážďanský výrobce inkoustu) patentoval alizarinový inkoust, do kterého bylo přidáváno barvivo alizarin obsažené v mořeně barvířské. Od jeho přidávání se záhy upustilo, protože bylo nadbytečné. Podstatnou změnou bylo přidání kyseliny sírové obsažené v roztoku indiga, připraveného z indigového prášku (ve vodě jinak nerozpustného) a dýmavé kyseliny sírové (olea). Kyselina sírová zabraňovala předčasné oxidaci inkoustu. Tento inkoust měl pak zelenomodrou barvu, způsobenou právě roztokem indiga, oxidací na vzduchu postupně zcela zčernal. Později se i do těchto inkoustů přidávalo zelené umělé barvivo. O deset roků později si nechal patentovat i antracenový inkoust, který se z alizarinového postupným zdokonalováním vyvinul, za použití nově vynalezených syntetických barviv předběžných, v tomto případě vesměs fenolové modři. Po přidání kyseliny byl ihned po napsání text velmi bledý, proto bylo nutné přidávat předběžné barvivo, původně výše uvedený roztok indigového prášku, později umělá barviva. Zelená skalice se později nahrazovala chloridem železitým. Inkoust se konzervoval fenolem nebo kyselinou salicylovou.
Tyto inkousty se používaly v podstatě až do 2. pol. 20. stol. V Československu je vyráběl znárodněný podnik Gama, později Koh-i-noor. Poslední inkoust tohoto typu se u nás přestal běžně vyrábět cca před 10 lety[zdroj?] (pod označením dokumentní inkoust), z důvodu zpřísnění evropských norem na požívání tzv. nebezpečných chemických látek. Dnešní dokumentní inkoust je postaven na pigmentech, podobně, jako např. také původně železitoduběnkový modročerný inkoust fy. Pelikán, či Lamy. Průmyslově se vyrábí již jen v Anglii, některými specializovanými manufakturami v Německu, případně i na zakázku.

## Vlastnosti
Svým složením je duběnkový inkoust organokovová sloučenina rozptýlená v podobě suspenze v roztoku. Při nanášení na papír se pevně váže do vláken celulózy, proto nejde smýt vodou. Při psaní na pergamen se váže na kolagenní vlákna, díky čemu se nestírá, na rozdíl od inkoustů založených na sazích. Vzhledem k mechanismu adheze se dá seškrábat, tím se ale poškozuje horní vrstva pergamenu. Pergamen, ze kterého byl původní text seškrábán se nazývá palimpsest.
Tento inkoust je vůči papíru agresivní, jednak schopností taninu vázat se na bílkoviny a katalyticky je hydrolyzovat, nebo katalyticky oxidovat podklad při přeměně železnatých iontů na železité.
Inkoust se připravoval nedlouho před psaním, protože se nedá příliš dlouho skladovat – při dlouhém skladování vytváří shluky na dně nádoby. Také může vysychat okolní kapalina.

### Falšování inkoustu
Starý duběnkový inkoust jde napodobit směsí chemikálií, které tento inkoust připomínají. Bylo toho zneužito při tvorbě Rukopisu zelenohorského.[zdroj?]

## Příprava
V knihovně metropolitní kapituly u sv. Víta na Pražském hradě se pod jménem „A se černilo staviti“ (Takto se připravuje inkoust) zachoval ve větším staroruském sborníku vevázaný následující návod, pocházející z doby 15. až 16. století, jenž se do českých zemí dostal až z Moskevské Rusi:
„Opatři stejné váhové množství duběnek a višňové pryskyřice, pryskyřici namoč za dorůstajícího měsíce – 5. nebo 11. dne – do medoviny v množství, které se vejde do tří vaječných skořápek, nebo do vody a nech máčet dva týdny. Duběnky roztluč na prášek a prosej sítem. Pak vezmi nevelké železné desky, dlouhé dva nebo tři prsty a široké jeden prst a v počtu dvaceti nebo třiceti je pomocí provázku upevni na dřívko a zavěs do nádoby (s připravenou tekutinou). Míchej dvakrát denně po dva týdny. Pak přilej tři lžíce vína a dvě lžíce čerstvého medu bez voštin. Inkoust slij tehdy, až získá černou barvu, když je nebe čisté a jasné. Vydrží pak dva nebo tři roky i déle.“

## Složky

### Tanin
Tanin vzniká v rostlinách jako produkt sekundárního metabolismu sloužící k ochraně rostlin proti parazitům a proti okusu (tanin má nepříjemnou hořkou a svíravou chuť). Vyskytuje se ve většině částí rostlin, ve významném množství v kůře a žaludech. Největší množství je ale v duběnkách, odtud pochází název inkoustu. Tanin má schopnost vázat se na proteiny a další látky, čehož se využívá mimo jiné k činění kůží.
V duběnkovém inkoustu se tanin částečně hydrolyzuje na své monomery, proto se na železo váže tanin i kyselina gallová. Složitá molekula taninu se rozkládá působením vysoké teploty během přípravy.

#### Rozklad taninu
- Pražení duběnek
- Vaření ve vodě
- Kvašení

## Zelená skalice
Hydrát síranu železnatého, FeSO4·7H2O, je druhou nezbytnou složkou tohoto inkoustu. Při reakci s taninem vytváří barevný pigment. Mezi historické názvy patří zelený vitriol a atramentum (z latiny – černidlo), triviální název je zelená skalice.
Zelená skalice je prokazatelně známá od prvního století našeho letopočtu, nejstarší rozdělení skalic ale pochází ze šestého století před naším letopočtem ze sumerského slovníku. (Sumerský jazyk byl v té době chrámovým jazykem).
Skalice se získávala především z dolů, kde se zvětráváním uvolňovala z hornin a vytvářela bílé povlaky. Síran železnatý se v přírodě vyskytuje i jako minerál melanterit.
Železnaté soli se dají připravit i reakcí hřebíků se slabou kyselinou. V současné době je tato skalice běžně dostupná v drogériích jako výživový doplněk, jako čistidlo odpadních vod nebo na odstraňování mechu.
Síran železnatý může obsahovat příměsi síranu železitého, protože jeho obsah nemá vliv na tvorbu inkoustu. Část železnatých iontů časem přechází na ionty železité.
Dříve se myslelo, že k tvorbě pigmentu je nutné spolupůsobení iontů mědi a železa, což se odráží v radách přidávat do zelené skalice skalici modrou, nebo aspoň inkoust vařit v měděném kotli. Měďnaté ionty ale podle moderních výzkumů vliv nemají. Tento mýtus mohl vzniknout ze špatné rozlišitelnosti zelené a modré skalice v přírodním stavu. Přírodní modrá skalice je navíc často kontaminována skalicí zelenou, proto může také dávat černé zbarvení při reakci s taninem. Anglický výraz copperas označující zelenou skalici ukazuje na záměnu těchto sloučenin (copper – měď)

### Voda nebo jiná tekutina
Většina inkoustů se vyrábí z vody. Její příměsi mohou negativně ovlivnit výsledný produkt, proto se v minulosti doporučovala voda dešťová, v současnosti je nejlepší pro přípravu destilovaná voda.
Někdy se používalo víno, pivo nebo ocet, protože se věřilo, že jde o čistější tekutiny. Alkohol navíc působí jako konzervant a snižuje povrchové napětí inkoustu, proto se s ním pak lépe pracuje. Alkohol se ale při vaření rychle vypařuje, takže je nutné část přidat až po dokončení přípravy.

### Arabská guma
Arabská guma je pryskyřice získávaná z některých druhů akácií, které rostou v severní Africe. Jde o dobře stravitelnou směs sacharidů a glykoproteinů, která se používá v potravinářství jako stabilizátor (E 414). Dále se využívá jako lepidlo na poštovních známkách, jako součást klovatiny, nebo jako fixativ v malířství. V duběnkovém inkoustu pomáhá udržet pigment v tekutině tím, že zabraňuje jeho usazování.